# Viriatos
Viriatos fue el nombre genérico que se dio a los voluntarios portugueses provenientes de la Segunda República portuguesa que lucharon con el bando sublevado durante la guerra civil española. Fueron llamados así en honor del caudillo lusitano Viriato. 
Unas 869 personas sirvieron dentro de la Legión Española, que se sumaron a los 38 que ya servían en este cuerpo antes del inicio de la guerra con el golpe de Estado del 18 de julio de 1936. Además, hubo tres grupos portugueses de aviación. Sin embargo, otras fuentes dan un número de voluntarios mayor. Según los datos aportados por Antony Beevor 12 000 portugueses participaron. Otros autores afirman que el número se acercaba a 8000.